# Бонч-Томашевський Михайло Михайлович
Миха́йло Миха́йлович Бо́нч-Томаше́́вський (* 1887 — † 1921?, 1939?) — російський кінорежисер німого кіно. Вивчав в Мюнхенському університеті фізіологію.

## Життєпис
1910 року в Санкт-Петербурзі знайомиться з В. Мейєрхольдом, який й став художником-постановником «Дому інтермедій».
Один з найактивніших кінорежисерів дореволюційного часу — тільки в 1915—1916 роках зняв до 50 картин.
У 1918 році був головним режисером Київського театру «Дім інтермедій». З 1919 року працював режисером кіновидавництва «Червона Зірка» при кіносекції Наркомвоєну УСРР.
В 1919 працював головним режисером Київського оперного театру «Музична драма».

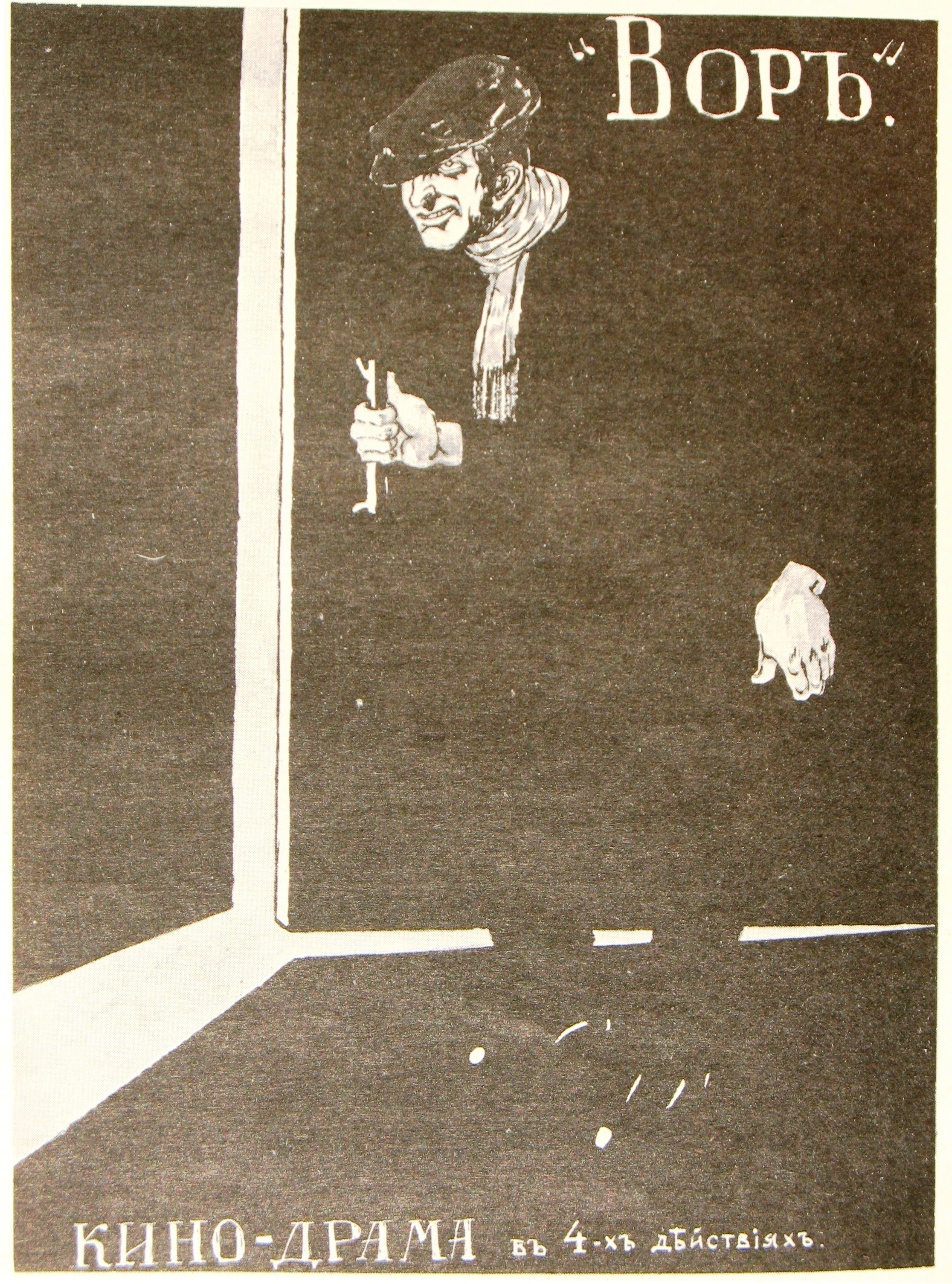
«Злодій» («Вор»), (1916)

## Фільмографія
- «Теща в гаремі», 1915,
- «Зірка, що блиснула вдалечині» (1916), грала Марія Блюменталь-Тамаріна,
- «Влада першого»,
- «Злодій» (1916), оператор-постановник Олександр Лемберг,
- «В їх крові ми невинуваті»,
- «Ткачі», 1917, грав роль Костянтин Хохлов,
- «Чорні ворони», 1917, по п'єсі В. П. Протопопова, продюсер Пауль-Ернст Тіман, серед акторів — Петро Леонтьєв
- «Великі дні російської революції з 28 лютого по 4 березня 1917», 1917, режисував разом з В'ячеславом Висковським,
- «Хазяїн життя», грала роль Олександра Перегонець,
- «Хазяїн та працівник», 1918, грав Ісаак Дуван,
- «Мир хатам, війна палацам» (1919), сценаристи Борис Леонідов, Лев Нікулін, оператор — Володимир Добржанський,
- «Що робити?», 1919, серед акторів — Кузнецов Степан Леонідович
- «Червоний командир», 1919,
- «Червона ріпка», 1919, короткометражний,
- «Це буде останній та рішучий бій», агітфільм,
- «Вставай, прокляттям затаврований!».

Серед критичних творів, що вийшли друком:
- «Суспільне значення художнього театру», 1913,
- «Смерть чи безмертя? В суперечках про театр», 1914.

В 1980-х роках його дочка свідчила, що на межі 1921—1922 років був арештований чекістами, подальші відомості про нього у родини зникли.